# Dessablage (fonderie)
Le dessablage est l'opération qui consiste à enlever le sable de moulage ou le sable à noyaux qui adhère aux pièces après le décochage.

Le dessablage des pièces s'effectue par diverses méthodes variables avec la nature de ces pièces en considération de leur poids, de leur forme, du nombre de pièces à dessabler et également de leur procédé de fabrication.

## Utilité
Cette opération, nécessaire pour l'aspect du produit livré, pour les conditions d'usinage (usure et rupture des outils de coupe) est souvent complétée par une opération de pistolage qui fixe définitivement le sable qui subsiste sur les pièces.
C'est le cas du bloc cylindres dont la chambre d'eau est inaccessible à la grenaille.

## Méthodes de dessablage
- Le dessablage mécanique au tonneau.
- Le dessablage pneumatique au jet de sable ou de grenaille.
- Le dessablage par projection mécanique de grenaille.
- Le dessablage hydraulique par projection d'eau et de sable sous forte pression.

C'est de loin le troisième procédé qui est le plus utilisé, car il permet une production horaire élevée et une bonne qua lité de travail, mais c'est également le plus cher.

## Dessablage mécanique au tonneau ou au tambour

### Principe
Le dessablage au tonneau consiste à introduire les pièces dans un tambour cylindrique dont les parois sont en forte tôle d'acier, et de les faire tourner pendant un temps variable de ½ heure à 1 heure.
Le sable de moulage disparaît par frottement des pièces les unes sur les autres. Pour augmenter les surfaces de frottement et pour améliorer le nettoyage, on introduit dans les tambours, en même temps que les pièces, de petits morceaux de fonte ou mieux des pièces de fonte blanche ayant la forme d'étoiles à cinq branches.

### Fonctionnement
- Les tonneaux rotatifs sont montés sur des tourillons creux, reliés à un dispositif d'aspiration afin d'éviter le dégagement de poussières dans les ateliers.
- La vitesse périphérique des tonneaux est en moyenne : 60 m/min.
- Le dispositif de chargement est constitué, en général, d'un skip très sommaire. Cette opération s'effectue, très souvent, manuellement.
- Le déchargement se fait par gravité.

### Avantages
- S'accompagne d'un ébarbage sommaire qui est parfois suffisant.
- Solution simple ; peu d'entretien.
- Coût MO (main d’œuvre) faible, rapporté à la tonne de pièce dessablée (dû au volume important du tonneau).

### Inconvénients
- Qualité de dessablage médiocre.
- Non valable pour des pièces présentant des angles vifs, des pièces fragiles et déformables, des pièces nécessitant un dessablage interne.
- Matériel bruyant.

## Dessablage pneumatique au jet de sable ou de grenaille

### Principe
- Le principe du dessablage au jet consiste à projeter violemment sur les pièces à nettoyer un corps abrasif (grenaille), au moyen de l'air comprimé.
- Les machines à dessabler pneumatiques se présentent sous forme de cabines :
  - Cabines de petites dimensions, dites cabines à manches, où l'ouvrier dirige le jet de grenaille ou de sable depuis l'extérieur.
  - Cabines de très grandes dimensions, dites cabines à jet libre où l'ouvrier dirige le jet depuis l'intérieur de la cabine.

Dans ces machines, l'abrasif est projeté par l'intermédiaire d'air comprimé sous une pression variable de 3  à   7 kg/cm2. L'alimentation en abrasif de la buse de sablage se fait par système Venturi.
Ces machines différent selon le principe de récupération de l'abrasif (manuel, par gravité, automatique). Dans tous les cas, ces machines sont pourvues d'un dispositif de triage et d'épuration de l'abrasif, et d'une installation de dépoussiérage de l'enceinte de travail.

### Avantages
- Appréciation visuelle de la zone à dessabler.
- Prix de revient peu élevé du dessablage.

### Inconvénients
- Grande consommation d'air comprimé.
- Pannes fréquentes (bouchage des buses).
- C'est l'outil idéal de dessablage d'une Fonderie Outillage de petit tonnage.

## Dessablage par projection mécanique de grenaille
C'est, de loin, le procédé le plus employé pour le dessablage des pièces de Fonderie, basé sur le principe de projection de grenaille métallique sur les pièces à nettoyer, réalisée par une turbine qui est pièce essentielle d'une machine à grenailler.

Elle est constituée d'un dispositif d'alimentation de grenaille, d'un distributeur rotatif, d'une pièce fixe appelée pièce de contrôle, de deux flasques et de palettes rapidement démontables (problème d'entretien).